# Сейловичи

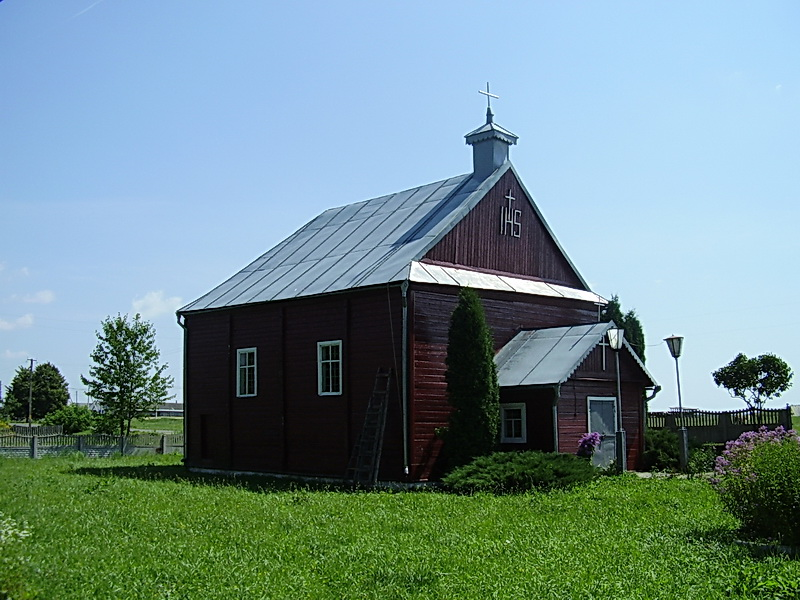
Костёл Сердца Иисуса

Сейловичи (бел. Сейлавічы) — агрогородок в Несвижском районе Минской области. Центр Сейловичского сельсовета. Население 613 человек (2009).

## География
Сейловичи находятся в 9 км к северо-востоку от центра города Несвиж. Местность принадлежит бассейну Немана, вокруг деревни расположена сеть мелиоративных каналов, имеющих сток в реку Уша. Через село проходит автодорога Несвиж — Бузуны.

## История
Впервые упоминается в 1586 году, когда Николай Христофор Радзивилл «Сиротка» даровал Несвижскому католическому приходу земельный участок у Сейловичи. В XVII—XVIII веках имение принадлежало Радзивиллам, в 1722 году Анна Радзивилл отдала Сейловичи местной шляхте в ленное владение.
В 1793 году в результате второго раздела Речи Посполитой Сейловичи вошли в состав Российской империи, принадлежали Слуцкому уезду, относились к Несвижской ординации Радзивиллов. В 1897 году деревня насчитывала 89 дворов, 511 жителей.
В результате Рижского мирного договора 1921 года Сейловичи вошли в состав межвоенной Польши, где были в составе Несвижского повета Новогрудского воеводства. В 1921 году насчитывала 592 жителя. С сентября 1939 года в БССР.
Во время Второй мировой войны, 7-8 сентября 1943 года в Сейлавичах состоялся бой партизанского отряда им. Щорса (командир А. И. Колчанка) по разгроме нацистского гарнизона (около 100 солдат). Гарнизон, укреплен системой дзотов, бункеров, линиями траншей с несколькими рядами колючей проволоки и заминированным участками обороны, препятствовал передислокации и боевым рейдам партизанских формирований в Западной Беларуси. Вечером 7 сентября, когда советская разведка сообщила, что 60 немецких солдат гарнизона направились в Городею, партизанский отряд в составе 350 бойцов, вооруженных 15 ручными пулеметами, 25 автоматами и 45-мм пушкой, скрытно подошел к гарнизона, атаковал и до часа ночи уничтожил его. Партизаны захватили немецкую оружие, боеприпасы и без потерь отступили.

## Достопримечательности
- Костёл Сердца Иисуса. Деревянный храм, памятник архитектуры. Построен в XIX веке, обновлён в 1920-е годы.
- Памятник сельчанам, которые погибли во время Второй мировой войны (открыт в 2019 году).